# Euphaedra luteofasciata
Euphaedra luteofasciata är en fjärilsart som beskrevs av Jacques Hecq 1979. Euphaedra luteofasciata ingår i släktet Euphaedra och familjen praktfjärilar. Inga underarter finns listade i Catalogue of Life.